# Штаух, Томен
Томен Штаух (нем. Thomas или Thomen Stauch) — немецкий рок-музыкант, барабанщик. Частый фигурант списков «Лучших барабанщиков мира».
Родился 11 марта 1970 года в ФРГ. В 1984 году Штаух, вместе с Ханси Кюршем и Андре Ольбрихом основал группу «Blind Guardian». Штаух временно покинул группу вскоре после этого и два года играл с Маркусом Зипеном в группе Redeemer. В 1987 их группа распалась, и оба оставшихся музыканта снова влились в состав Blind Guardian, где Штаух и играл с 1987 по 2005 годы.
В 2005 году ушёл из-за творческих разногласий, несмотря на хорошие личные отношения в команде, так как Штауху не нравился стиль альбома A Night at the Opera, в котором группа собиралась продолжать работать. Играл также в группах Coldseed и Iron Savior. Основатель сольного проекта Savage Circus.

## Дискография

#### Blind Guardian
- 1988: Battalions of Fear
- 1989: Follow the Blind
- 1990: Tales from the Twilight World
- 1992: Somewhere Far Beyond
- 1993: Tokyo Tales
- 1995: Imaginations from the Other Side
- 1996: The Forgotten Tales
- 1998: Nightfall in Middle-Earth
- 2002: A Night at the Opera
- 2003: Live

#### Iron Savior
- 1997: Iron Savior

#### Savage Circus
- 2005: Dreamland Manor
- 2009: Of Doom and Death (Альбом)

#### Coldseed
- 2006: Completion Makes the Tragedy

#### Serious Black
- 2015: As Daylight Breaks

#### В качестве приглашенного ударника
- 2012: Stormrider: The Path of Salvation